# Buona la prima! (terza edizione)
La terza edizione di Buona la prima! è stata trasmessa in prima visione assoluta in Italia da Italia 1 dal 24 febbraio al 4 settembre 2009.
| nº | Titolo                      | Prima TV Italia  | Ospite             | Suggeritore         |
| -- | --------------------------- | ---------------- | ------------------ | ------------------- |
| 1  | La sua Africa               | 24 febbraio 2009 | Afef               | Alfonso Signorini   |
| 2  | Voglio essere milionario    | 24 febbraio 2009 | Giancarlo Magalli  | Cristina Parodi     |
| 3  | La fidanzata esotica        | 3 marzo 2009     | Juliana Moreira    | Marco Berry         |
| 4  | Cuccioloterapia             | 3 marzo 2009     | Leonardo Manera    | Diego Abatantuono   |
| 5  | Il quadro importante        | 10 marzo 2009    | Sara Tommasi       | Ricky Memphis       |
| 6  | Afflitti dall'affitto       | 10 marzo 2009    | Barbara D'Urso     | Emilio Fede         |
| 7  | Party è un po' morire       | 17 marzo 2009    | Melita Toniolo     | Cristina Parodi     |
| 8  | In ultima analisi           | 17 marzo 2009    | Marco Simoncelli   | Marco Berry         |
| 9  | L'invasione delle formiche  | 24 marzo 2009    | Paola Barale       | Silvia Toffanin     |
| 10 | Impatto zero                | 24 marzo 2009    | Marco Maccarini    | Diego Abatantuono   |
| 11 | Il mio amico Daniele        | 31 marzo 2009    | Belén Rodríguez    | Silvia Toffanin     |
| 12 | Giochi di coppia            | 31 marzo 2009    | Sergio Assisi      | Asia Argento        |
| 13 | Il procione                 | 3 settembre 2009 | Roberta Mingozzi   | Stefano Masciarelli |
| 14 | Ne riparliamo dopo le feste | 4 settembre 2009 | Albertino          | Linus               |
| 15 | Metti l'arte da parte       | 14 aprile 2009   | Elenoire Casalegno | Emilio Fede         |
| 16 | Riuscissi a piangere        | 14 aprile 2009   | Giorgio Tirabassi  | Valerio Staffelli   |
| 17 | Telesalcavolo               | 21 aprile 2009   | Amadeus            | Alberto Brandi      |
| 18 | Il dimostratore             | 21 aprile 2009   | Giorgio Chiellini  | Paola Barale        |
| 19 | Ombre                       | 28 aprile 2009   | Andrew Howe        | Asia Argento        |
| 20 | La truffa                   | 28 aprile 2009   | Clemente Russo     | Ricky Memphis       |